# Justus von Gruner

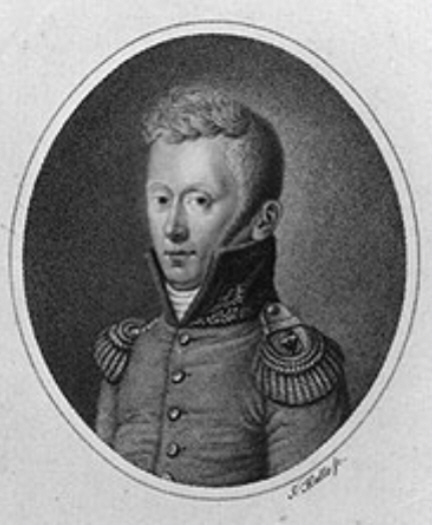
Justus von Gruner

Karl Justus Gruner, ab 1815 von Gruner (* 28. Februar 1777 in Osnabrück, Hochstift Osnabrück; † 8. Februar 1820 in Wiesbaden, Herzogtum Nassau) war königlich preußischer Geheimer Staatsrat, hochrangiger Staatsbeamter und erster Polizeipräsident von Berlin.

## Herkunft
Gruner entstammte einer Familie aus dem Vogtland, deren direkte Stammreihe mit Ehrhardt Gruner begann, Zeugwirker und Ratskämmerer in Tanna (Fürstentum Reuß, Thüringen), erwähnt 1662.
Seine Eltern waren Christian Gruner (1732–1787) und dessen Ehefrau Wilhelmine, geborene Baumeister (1752–1831). Sein Vater war osnabrückischer Vizekanzleidirektor und Konsistorialrat. Der bremische Kaufmann August Wilhelm Gruner war sein Bruder.
Karl Justus Gruner wurde am 19. Oktober 1815 in den preußischen Adelsstand erhoben.

## Leben
Nach dem frühen Tod seines Vaters im Jahr 1787 konnte er seine Ausbildung nur mit finanzieller Unterstützung seines Patenonkels Justus Möser absolvieren. Gruner studierte Rechtswissenschaften und Staatswissenschaft zunächst an der Universität Halle, wo er Mitglied des Corps Guestphalia. Nach Auseinandersetzungen der Studenten mit dem Kommandeur Herzog Wilhelm von Braunschweig musste er Halle verlassen und wechselte im Mai 1797 nach Göttingen. In Halle wurde Gruner auch Mitglied der Freimaurerloge Zu den Drei Degen, dort jedoch „wegen schlechten Benehmens“ ausgeschlossen.
Nach Abschluss seiner Studien war Gruner als Jurist in Osnabrück tätig. Hier veröffentlichte er auch wenig beachtete Schriften zum Strafrecht und zur öffentlichen Sicherheit. 1800 wurde er zunächst Angestellter einer im damals preußischen Posen ansässigen Gesellschaft, die sich mit der Ansiedlung von Deutschen in den ehemals polnischen Gebieten beschäftigte, bevor er 1802 in den preußischen Staatsdienst eintrat und Kammerrat im brandenburgisch-preußischen Ansbach-Bayreuth wurde. Wegen seiner Posen-Erfahrung wurde er 1804 nach Berlin ins Generaldirektorium für das Gebiet Südpreußen (Posen) berufen. 1805 wurde er Direktor der Kriegs- und Domänenkammer in Posen, wo er auch nach der Einnahme der Stadt durch die Franzosen im Oktober 1806 verblieb. Trotz der französischen Besatzung veranstaltete Gruner in Posen eine Geldsammlung zugunsten der Witwe des von den Franzosen hingerichteten Nürnberger Buchhändlers Johann Philipp Palm. Anfang 1807 ging Gruner als Verwaltungsbeamter nach Ostpreußen, wo er Kontakt zu Freiherr vom Stein und Karl August von Hardenberg bekam und in der Folge zum Kreis der preußischen Reformer gehörte.
Nach einem kurzen Aufenthalt in Hinterpommern – in Kolberg gehörte er zu den Mitstiftern der Loge Wilhelm zur Männerkraft – ging Gruner 1809 nach Berlin und wurde zum Kommissar für die Einführung der Städteordnung ernannt, bevor er am 25. März 1809 zum ersten Polizeipräsidenten von Berlin berufen wurde. Zunächst war er mit der Durchsetzung der Abgabe von Silber gegen Papiergeld beschäftigt, mit der die Berliner an der Behebung der Finanznot des preußischen Staates beteiligt werden sollten. Außerdem war Gruner maßgeblich an der Konstituierung der Berliner Stadtverordnetenversammlung und des Berliner Magistrats beteiligt. Mit teils geheimpolizeilichen Maßnahmen war Gruner bemüht, antifranzösische Aktionen der Bevölkerung zu verhindern. Er verbot auch Versammlungen vor der französischen und österreichischen Gesandtschaft. Weiterhin gelang es ihm, städtische Belange der Zuständigkeit des Militärs zu entziehen. So wurden u. a. das Feuerlöschwesen, die Fleischtaxe und die Baufluchtlinien aus der Zuständigkeit des Gouverneurs in die des Polizeipräsidiums übertragen. Sein Bemühen, die 1806 von Napoleon geschaffene Berliner Bürgergarde als polizeiliche Schutztruppe unter sein Kommando zu bekommen, scheiterte jedoch am Widerspruch von Stadtverordnetenversammlung und preußischem Innenministerium. Seine Reform der Berliner Polizeibehörde wurde vom Innenministerium jedoch gebilligt. Seit Oktober 1809 gliederte er die Berliner Polizei in Hauptbüro, Polizeiamt, Fremdenbüro und Sicherheitsbüro (mit Geheimpolizei). Mit dem sogenannten Publikandum vom 28. Oktober 1809 wurde der von Gruner angestrebte „Erweiterte Polizeibezirk Berlin“ unter Einbeziehung der Landkreise Teltow und Niederbarnim geschaffen. Damit wollte Gruner die von Berlin-nahen Orten ausgehende Kriminalität besser bekämpfen können. Die von ihm angestrebte Ausnahme des Sicherheitsbüros von der Zuständigkeit des Kriminalgerichts scheiterte jedoch am Innenminister, da nach dem Allgemeinen Preußischen Landrecht von 1794 jeder Beschuldigte einem Richter zuzuführen war. Nach dem verheerenden Brand der Berliner Petrikirche vom 20. September 1809 begann Gruner auch mit der Reorganisation des Berliner Feuerlöschwesens. In Vorbereitung der Rückkehr des preußischen Königspaares nach Berlin wurde in der Polizeiverordnung vom 3. Dezember 1809 die von Gruner erarbeitete neue Polizeiverwaltung veröffentlicht. Außerdem erließ Gruner am 10. Dezember 1809 eine Verordnung zur Reinigung der Berliner Straßen von Schutt, Müll, Scherben und Fäkalien. Zum Jahreswechsel 1809/10 erließ Gruner den Befehl, wonach es Polizeibediensteten verboten wurde, bisher übliche Geld- oder Sachgeschenke zum Jahreswechsel anzunehmen. Im Zuge der Polizeireform wurden durch Gruner zahlreiche, zum Teil aus dem Mittelalter stammende polizeiliche Privilegien und Gebühren abgeschafft. Es folgte im Januar 1810 das Verbot der Straßenbettelei, das jedoch kaum befolgt wurde und sich als nicht durchsetzbar erwies.
Seine erfolgreiche Arbeit als Berliner Polizeipräsident privilegierte Justus Gruner für andere, höhere Ämter. Am 12. Februar 1811 wurde er als Geheimer Staatsrat zum Chef der höheren Polizei in Preußen berufen. Gruner setzte seinen als Berliner Polizeipräsident begonnenen Aufbau einer Geheimpolizei zur Abwehr französischer Agenten nun konsequent auf Landesebene fort.
Im Februar 1812 quittierte Gruner, der im Zuge der Koalitionskriege eine prononciert konservative Haltung ausprägte, aus Enttäuschung über die Zurückhaltung des preußischen Königs Friedrich Wilhelm III. gegenüber Napoléon Bonaparte und die Allianz Preußens mit Frankreich den Dienst. Stattdessen bot Gruner dem russischen Zaren Alexander I. an, ein antinapoleonisches Informanten- und Diversionsnetz im Rücken der französischen Armeen aufzubauen. Nachdem der Zar Gruners Angebot angenommen und ihn mit den nötigen finanziellen Mitteln ausgestattet hatte, siedelte Gruner nach Prag über und begann mit dem Aufbau seines Agentennetzes. Allerdings gelang es Anhängern Napoleons im preußischen Innenministerium, Gruner bei den Österreichern, zu deren Herrschaftsbereich Prag damals gehörte, zu denunzieren. Auf Veranlassung des österreichischen Staatskanzlers von Metternich wurde Gruner im August 1812 verhaftet und auf der Festung Peterwardein interniert, nach dem Betritt Österreichs zur Allianz Russland-Preußen im Herbst 1813 allerdings wieder freigelassen.
Freiherr vom Stein gewann ihn sofort für die Etablierung einer Allianz gegen Napoleon. Seit Ende 1813 war Gruner Mitglied des Zentralverwaltungsrates für die besetzten Rheinbundgebiete und in dessen Auftrag Gouverneur des Generalgouvernements Berg, das wesentliche Teile des 1806 von Napoleon gebildeten Großherzogtums Berg umfasste. Im Februar 1814 wurde er im Rahmen des Zentralverwaltungsrates Gouverneur im Generalgouvernement Mittelrhein. Nach dem endgültigen Zusammenbruch der napoleonischen Herrschaft nach der Schlacht bei Waterloo im Juni 1815 wurde Gruner Chef der alliierten Polizei in Frankreich und Polizeidirektor des besetzten Paris. In dieser Funktion sorgte er für die Rückführung der von Napoleon geraubten Kunstschätze.
1815 wurde Gruner für seine Verdienste vom preußischen König in den Adelsstand erhoben. Wie andere Reformer in Preußen wurde Gruner nach 1815 von reaktionären Kräften am Hof politisch kaltgestellt und isoliert. Im Rang eines bevollmächtigten Ministers wurde Justus v. Gruner preußischer Gesandter in der Schweiz. Gruner starb am 8. Februar 1820 in Wiesbaden, nachdem er während eines Kuraufenthalts durch Geheimpolizisten vernommen worden war. Er wurde dort auf dem Friedhof an der Heidenmauer beigesetzt.
Gruner war von seinem Selbstverständnis her ein Anhänger des protestantischen, säkular geprägten preußischen Verwaltungsstaats. Diese Perspektive bestimmt auch sein Jugendwerk, den bekannten (und schon zeitgenössisch umstrittenen) Reisebericht Meine Wallfahrt zur Ruhe und Hoffnung von 1802/1803, in dem er unverblümt Stellung bezog gegen das zur damaligen Zeit aus seiner Sicht völlig rückständige katholische Westfalen.
Gruner steht nach heutiger Forschungslage im Verdacht, diese Reise als preußischer Spion gemacht und sein Buch geschrieben zu haben, um die preußische Annexion des damals souveränen Staates Hochstift Münster vorzubereiten, die dann auch erfolgreich im folgenden Jahr 1803 durch die zweite westdeutsche Teilung durch den Reichsdeputationshauptschluss erfolgte.

## Ehen und Kinder
Justus von Gruner war laut der Neuen Deutschen Biographie  viermal verheiratet.
- Im Jahr 1803 heiratete er in Paris Jeanne Francoise Melanie Guilbert, die Ehe wurde aber noch im gleichen Jahr geschieden.
- Im Jahr darauf heiratete er in Ansbach am 6. August 1804 Caroline von Poellnitz (* 26. Oktober 1784; † 17. Februar 1867), eine Tochter des ansbachischen Hofjägermeisters Wilhelm Ludwig von Poellnitz (1732–1816). Diese Ehe wurde am 9. Januar 1811 geschieden. Das Paar hatte vier Söhne, von denen drei jung starben. Der Sohn, der das Erwachsenenalter erreichte, war der Politiker Justus von Gruner (1807–1885).
- Anschließend heiratete er 1811 Emilie Krause (1793–1812), die bereits im Jahr darauf, vermutlich bei der Geburt der Tochter, starb.
- Am 14. Mai 1814 heiratete er in Koblenz Anastasia Robin (* 21. Juli 1797; † 6. Mai 1826), eine Tochter des inspecteur des transports in Koblenz. Das Paar hatte einen Sohn und drei Töchter. Die Tochter Anna Maria Wilhelmine (* 31. März 1815; † 11. September 1853) heiratete 1834 den wirklichen geheimen Legationsrat Ernst von Bülow († 27. Februar 1885). Die Tochter Bertha Anastasia (* 31. Juli 1817; † 12. Mai 1896) heiratete den späteren preußischen General der Infanterie Adolf von Rosenberg-Gruszczynski (1808–1884).

Im Handbuch des Preußischen Adels (1892) werden nur die beiden in den Jahren 1804 und 1814 geschlossenen Ehen aufgeführt sowie drei Kinder aus diesen Ehen.

## Werke
- Versuch über die recht- und zweckmäßigste Einrichtung öffentlicher Sicherungsinstitute deren jetzigen Mängel und Verbesserungen: nebst e. Darstllg der Gefangen- Zucht- u. Besserungshäuser Westphalens. Eßlinger, Frankfurt am Main 1802 (Digitalisierte Ausgabe der Universitäts- und Landesbibliothek Düsseldorf).
- Kriegs-Artikel für die Unter-Officiere und gemeinen Soldaten des Bergischen Truppen-Corps. Stahl, Düsseldorf 1813 (Digitalisat).
- Meine Wallfahrt zur Ruhe und Hoffnung oder Schilderung des sittlichen und bürgerlichen Zustandes Westphalens am Ende des achtzehnten Jahrhunderts. In: Gisela Weiß (Hrsg.): Zerbrochen sind die Fesseln des Schlendrians. Westfalens Aufbruch in die Moderne. Verlag Bönen, 2002, S. 49–109.
- Auf kritischer Wallfahrt zwischen Rhein und Weser. Justus Gruners Schriften in den Umbruchsjahren 1801 bis 1803. Bearbeitet von Gerd Dethlefs und Jürgen Kloosterhuis. Verlag Böhlau, Köln / Weimar / Wien 2009, ISBN 978-3-412-20354-2.